# پارک هان
پارک هان (انگلیسی: Park Han؛ زادهٔ ۱۵ دسامبر ۱۹۴۵)  بازیکن بسکتبال اهل کره جنوبی بود. وی در بازی‌های المپیک تابستانی ۱۹۶۸ شرکت کرده‌است.